# Katonák voltunk
A Katonák voltunk (eredeti cím: We Were Soldiers) 2002-es amerikai-német háborús film, melynek forgatókönyvírója és rendezője Randall Wallace, főszereplője Mel Gibson. A film Hal Moore altábornagy és Joseph L. Galloway riporter We Were Soldiers Once... and Young (1992) című könyve alapján készült, és az 1965. november 14-i Ia Đrang-i csatát mutatja be.
A film 2002. március 1-jén jelent meg.

## Cselekmény
Az amerikai történelem egyik legkegyetlenebb csatájának igaz történetét mutatja be: Hal Moore alezredes (Gibson) és 400 embere 1965. november 14-én, a vietnami Ia Đrăng-völgy egyik tisztásán – a "halál völgye" néven ismert helyen – szállt le, és 2000 észak-vietnami katonával harcoltak.

## Szereplők
| Szerep                        | Színész            | Magyar hang    |
| ----------------------------- | ------------------ | -------------- |
| Hal Moore alezredes/ezredes   | Mel Gibson         | Sörös Sándor   |
| Julia Moore                   | Madeleine Stowe    | Bíró Kriszta   |
| Bruce `Snake` Crandall őrnagy | Greg Kinnear       | Kardos Róbert  |
| Basil Plumley törzsőrmester   | Sam Elliott        | Rajhona Ádám   |
| Jack Geoghegan hadnagy        | Chris Klein        | Takátsy Péter  |
| Barbara Geoghegan             | Keri Russell       | Németh Kriszta |
| Matt Dillon kapitány          | Jon Hamm           | N/A            |
| Tom Metsker kapitány          | Clark Gregg        | Tarján Péter   |
| Ernie Savage őrmester         | Ryan Hurst         | Dózsa Zoltán   |
| Bill Beck zászlós             | Desmond Harrington | N/A            |
| Robert Edwards kapitány       | Dylan Walsh        | Dévai Balázs   |